# Josefine van Baden
Josefine Frederieke Louise van Baden (Mannheim, 21 oktober 1813 - Sigmaringen, 19 juni 1900) was een Duitse prinses.
Zij was de tweede dochter van groothertog Karel van Baden en Stéphanie de Beauharnais. Al op jeugdige leeftijd openbaarde zich bij haar een oorziekte, die zich later zelfs ontwikkelde tot doofheid. Voordien had ze zich in Parijs laten behandelen. Daar leerde ze de familie van haar moeder kennen, met wie ze haar leven lang in correspondentie bleef.
Op 31 oktober 1834 trouwde ze met prins Karel Anton van Hohenzollern-Sigmaringen. Deze zou de laatste regerende vorst van Hohenzollern-Sigmaringen worden. In 1849 kwam dit kleine vorstendom onder het gezag van Pruisen. Vanaf dat moment vestigde het paar zich in Düsseldorf en werden ze, door de regerende koning van Pruisen, benoemd tot koninklijke prins en prinses. 
Het paar had een gelukkig huwelijk, waaruit de volgende kinderen werden geboren:
- Leopold (1835-1905), kandidaat voor de Spaanse troon, vader van Ferdinand I van Roemenië
- Karel (1839-1914), na 1866 als Carol I vorst en na 1881 koning van Roemenië
- Anton (1841-1866)
- Frederik (1843-1904), gehuwd met Louisa von Thurn und Taxis
- Stephanie (1837-1859), gehuwd met Peter V van Portugal
- Maria (1845-1912), gehuwd met Filips van België

## Voorouders
| Voorouders van Maria van Hohenzollern-Sigmaringen | Voorouders van Maria van Hohenzollern-Sigmaringen                              | Voorouders van Maria van Hohenzollern-Sigmaringen                              | Voorouders van Maria van Hohenzollern-Sigmaringen                                                   | Voorouders van Maria van Hohenzollern-Sigmaringen                                                   | Voorouders van Maria van Hohenzollern-Sigmaringen                                                       | Voorouders van Maria van Hohenzollern-Sigmaringen                                                       | Voorouders van Maria van Hohenzollern-Sigmaringen                                                       | Voorouders van Maria van Hohenzollern-Sigmaringen                                                       |
| ------------------------------------------------- | ------------------------------------------------------------------------------ | ------------------------------------------------------------------------------ | --------------------------------------------------------------------------------------------------- | --------------------------------------------------------------------------------------------------- | --- | --- | --- | --- |
| Overgrootouders                                   | Karel Frederik van Baden (1728-1811) ∞ Karoline Luise von Baden (1723-1883)    | Karel Frederik van Baden (1728-1811) ∞ Karoline Luise von Baden (1723-1883)    | Lodewijk IX van Hessen-Darmstadt (1719–1790) ∞ Henriëtte Caroline van Palts-Zweibrücken (1721–1774) | Lodewijk IX van Hessen-Darmstadt (1719–1790) ∞ Henriëtte Caroline van Palts-Zweibrücken (1721–1774) | Claude de Beauharnais (1717–1784) ∞ Fanny de Beauharnais (1737-1813)                                    | Claude de Beauharnais (1717–1784) ∞ Fanny de Beauharnais (1737-1813)                                    | ? (–) ∞ ? (–)                                                                                           | ? (–) ∞ ? (–)                                                                                           |
| Grootouders                                       | Karel Lodewijk van Baden (1755-1801) ∞ Amalia van Hessen-Darmstadt (1754-1832) | Karel Lodewijk van Baden (1755-1801) ∞ Amalia van Hessen-Darmstadt (1754-1832) | Karel Lodewijk van Baden (1755-1801) ∞ Amalia van Hessen-Darmstadt (1754-1832)                      | Karel Lodewijk van Baden (1755-1801) ∞ Amalia van Hessen-Darmstadt (1754-1832)                      | Claude de Beauharnais (1756–1819) ∞ Claudine Françoise Adrienne Gabrielle de Lézay-Marnézia (1767–1791) | Claude de Beauharnais (1756–1819) ∞ Claudine Françoise Adrienne Gabrielle de Lézay-Marnézia (1767–1791) | Claude de Beauharnais (1756–1819) ∞ Claudine Françoise Adrienne Gabrielle de Lézay-Marnézia (1767–1791) | Claude de Beauharnais (1756–1819) ∞ Claudine Françoise Adrienne Gabrielle de Lézay-Marnézia (1767–1791) |
| Ouders                                            | Karel van Baden (1786-1818) ∞ 1806 Stéphanie de Beauharnais (1789-1860)        | Karel van Baden (1786-1818) ∞ 1806 Stéphanie de Beauharnais (1789-1860)        | Karel van Baden (1786-1818) ∞ 1806 Stéphanie de Beauharnais (1789-1860)                             | Karel van Baden (1786-1818) ∞ 1806 Stéphanie de Beauharnais (1789-1860)                             | Karel van Baden (1786-1818) ∞ 1806 Stéphanie de Beauharnais (1789-1860)                                 | Karel van Baden (1786-1818) ∞ 1806 Stéphanie de Beauharnais (1789-1860)                                 | Karel van Baden (1786-1818) ∞ 1806 Stéphanie de Beauharnais (1789-1860)                                 | Karel van Baden (1786-1818) ∞ 1806 Stéphanie de Beauharnais (1789-1860)                                 |
| Josefine van Baden (1813-1900)                    |                                                                                |                                                                                | | | | | | |